# Vlag van Nigeria
De vlag van Nigeria is het winnende ontwerp, dat na een competitie in het jaar 1959 officieel is aangenomen als nationale vlag en voor het eerst gehesen werd op 1 oktober 1960, de dag dat het land onafhankelijk werd. De vlag werd gekozen als onderdeel van een landelijke open wedstrijd van de overheid, waarbij het ontwerp van Michael Taiwo Akinkunmi werd gekozen als winnaar uit een veld van meer dan drieduizend inzendingen. Oorspronkelijk had het ontwerp van de vlag in het midden een rode zon, maar men heeft ervoor gekozen om toch een versie zonder zon te gebruiken.
De kleuren van de Nigeriaanse vlag hebben beide een symbolische betekenis: groen staat voor de schoonheid van het land, met name de bossen en velden, en wit staat voor vrede en eenheid.
De vlag werd voor het eerst gehesen tijdens een ceremonie door luitenant David Ejoor van de Army Guard.

## Geschiedenis
Aan het einde van de 17e eeuw bestond het huidige Nigeria uit verschillende etnische groepen zonder nationale vlaggen In 1914, na de samensmelting van het Protectoraat Zuid-Nigeria en het Protectoraat Noord-Nigeria, koos Lord Lugard een Britse blauwe vaandel met een groene zespuntige ster beschreven als het Zegel van Salomo rondom de koninklijke kroon met het witte woord "Nigeria" eronder op een rode schijf als de vlag van het Kolonie en Protectoraat Nigeria.
In de koloniale tijd werd (vanaf 1887) in Nigeria een Brits blauw vaandel gebruikt, met daarop aan de rechterzijde het toenmalige wapen van de kolonie. Dit wapen werd een aantal keren veranderd, waardoor ook het ontwerp van de vlag moest worden aangepast. Voor de onafhankelijkheid voerde Nigeria tot 1960 de volgende vlaggen:

Vlag van het Koninkrijk Benin (1897)
Vlag van her kalifaat Sokoto (1804–1903)
Vlag van de Royal Niger Company (1887-1888)
Vlag van de Royal Niger Company (1888-1899)
Vlag van de Brits-West-Afrika (1870–1888)
Flag of the Lagos Colony (1886-1906)
Vlag van het Oil Rivers Protectoraat (1884–1893)
Vlag van het Protectoraat van de Nigerkust (1893–1899)
Vlag van het Protectoraat Noord-Nigeria (1900-1914)
Vlag van het Protectoraat Zuid-Nigeria (1900-1914)
Vlag van de Kolonie en Protectoraat Nigeria (1914-1952)
Vlag van de Kolonie en Protectoraat Nigeria (1952-1960)

Ter voorbereiding op de onafhankelijkheid van Nigeria van het Britse Rijk werd een nationale planningscommissie opgericht die in 1958 een wedstrijd uitschreef om een nationale vlag te kiezen. In 1959 won Michael Taiwo Akinkunmi uit bijna 3000 inzendingen de wedstrijd met een gelijke groen-wit-groen met een rode kwart zon op de witte streep werd gekozen. Na acceptatie verwijderde het comité de rode kwartzon, De geaccepteerde vlag bestaat nu uit een verticale tweekleur groen-wit-groen; het groen staat voor landbouw en het wit voor eenheid en vrede. Op 1 oktober 1960 werd de hedendaagse vlag van kracht als de eerste officiële vlag van een onafhankelijk Nigeria en werd voor het eerst gehesen tijdens een ceremonie door luitenant David Ejoor.

Vlag van het Protectoraat van Nigeria (1914-1960)
Akinkunmi's originele ontwerp
Finale ontwerp

## Presidentiële vlaggen
De standaard van de president van Nigeria uit 1960 had een rood veld met een groot groen schild en een witte fimbrizering in het midden. Het heeft ook een zwart schild met een golvende "Y" - die de samenvloeiing van de rivieren Niger en Benue voorstelt. Er zijn drie zwarte rollen met de legende "President", "Federal Republic", "of Nigeria" respectievelijk in gouden letters op elke rol geplaatst. Dit werd vervangen door het Nigeriaanse wapenschild op de witte streep van de Nigeriaanse vlag; dit dient ook als de staatsvlag. De Nigeriaanse luchtmacht heeft ook zijn eigen vlag. Deze bestaat uit een lichtblauw veld met de Nigeriaanse vlag in het kanton, en aan de rechterzijde toont het embleem van de Nigeriaanse luchtmacht.

Voormalige presidentiële vlag uit 1960.
Presidentiële- en staatsvlag.